# سوابق شجاعت خاندان سانادا
سوابق شجاعت خاندان سانادا (به ژاپنی: 真田風雲録 Sanada fūunroku) فیلمی در ژانر موزیکال به کارگردانی تای تاکا است که در سال ۱۹۶۳ اکران شد. از بازیگران آن می‌توان به یوروزویا کینوسوکه اشاره کرد.